# Nova Terra
Nova Terra (rus: Но́вая Земля́, Nóvaia Zemlià), és un arxipèlag de l'oceà Àrtic, al nord de Rússia. El punt més oriental d'Europa està situat al cap Flissingski, a l'Illa del nord. A l'oest de Nova Terra hi ha el mar de Barents i, a l'est, el mar de Kara. La seva superfície total és de 90.650 km².
L'arxipèlag consta de dues illes principals, Séverni (о́стров Се́верный, que significa «illa del Nord») i Iujni (о́стров Южный, és a dir, «illa del Sud»), separades per l'estret de Màtotxkin i una sèrie d'illes menors. Administrativament forma part del districte de Nova Terra, un dels vint-i-un de l'óblast d'Arkhànguelsk.
La població de Nova Terra, segons el cens del 2010, era de 2.429 habitants, 1.972 dels quals residien a Belúixia Gubà, un assentament urbà que és el centre administratiu del districte de Nova Terra. La població indígena estava formada per entre 50 i 300 nenets que subsistien principalment de la pesca, la caça amb parany, la ramaderia de rens, la caça d'ossos polars i la caça de foques, des de 1872 fins a la dècada del 1950, quan se'ls va reubicar al continent. Els recursos naturals inclouen coure, plom i zinc.
Nova Terra va ser una zona militar sensible durant els anys de la Guerra Freda, i algunes àrees encara s’utilitzen per als aeròdroms. La Força Aèria Soviètica va instal·lar la base de Rogatxovo, al sud d'Iujni. Es va utilitzar per a operacions d'avions interceptors, però també va proporcionar suport logístic a la propera zona de proves nuclears, on es van provar bona part de bombes nuclears soviètiques, en especial l'explosió de la bomba Tsar el 30 d'octubre de 1961, l'arma nuclear més gran i poderosa mai detonada.

## Geografia
L'arxipèlag conforma la frontera més septentrional d'Europa a l'oceà Àrtic. Així mateix, és la frontera oriental del mar de Barentsz i l'occidental del mar de Kara. En aquest últim, es troben les desembocadures de dos dels rius siberians més importants, l'Obi i el Ienissei, cosa que té una clara influència en el clima humit de les illes.
Nova Terra, arxipèlag gairebé deshabitat, consisteix principalment en dues grans illes (la del Nord i la del Sud) i algunes illes menors. En total, té una superfície de 90.650 km². La longitud màxima aproximada entre els extrems d'ambdues illes és de gairebé 900 km i aquests es troben a una distància de 470 km i 1.175 km del cercle polar àrtic respectivament.
- L'illa del Nord o Séverni es troba entre els 73° i els 77° de latitud nord. Amb 48.904 km², és la quarta illa més gran d'Europa i arriba fins als 1.590 m d'altura a l'extrem nord. Està totalment coberta de glaceres.
- L'illa del Sud o Iujni es troba entre els 71° i els 73° de latitud nord. És la sisena illa més gran d'Europa amb 33.275 km² i arriba fins als 1.342 m d'altitud. En comparació amb l'illa del Nord, presenta glaceres només en les seves majors altituds i la resta són zones de tundra.[8]

Són illes relativament muntanyenques. Es pot dir que les seves muntanyes són una continuació dels Urals. El punt mes alt és el Mont Krusenstern, situat a l'illa septentrional. S'hi troben importants jaciments de zinc, coure i estany.

## Clima
El clima, classificat com a clima polar de tundra (ET) dins la Classificació climàtica de Köppen, està influït pel mar de Kara i pels corrents dels rius que hi desemboquen. Presenta, en general, hiverns llargs amb temperatures polars, tempestes de neu i constants precipitacions. Tan sols durant algunes setmanes d'estiu la costa occidental de Nova Terra roman lliure de neu.
| Dades climàtiques a Màlie Karmakuli, Nova Terra | Dades climàtiques a Màlie Karmakuli, Nova Terra | Dades climàtiques a Màlie Karmakuli, Nova Terra | Dades climàtiques a Màlie Karmakuli, Nova Terra | Dades climàtiques a Màlie Karmakuli, Nova Terra | Dades climàtiques a Màlie Karmakuli, Nova Terra | Dades climàtiques a Màlie Karmakuli, Nova Terra | Dades climàtiques a Màlie Karmakuli, Nova Terra | Dades climàtiques a Màlie Karmakuli, Nova Terra | Dades climàtiques a Màlie Karmakuli, Nova Terra | Dades climàtiques a Màlie Karmakuli, Nova Terra | Dades climàtiques a Màlie Karmakuli, Nova Terra | Dades climàtiques a Màlie Karmakuli, Nova Terra | Dades climàtiques a Màlie Karmakuli, Nova Terra |
| Mes                                             | gen                                             | febr                                            | març                                            | abr                                             | maig                                            | juny                                            | jul                                             | ag                                              | set                                             | oct                                             | nov                                             | des                                             | anual                                           |
| ----------------------------------------------- | ----------------------------------------------- | ----------------------------------------------- | ----------------------------------------------- | ----------------------------------------------- | ----------------------------------------------- | ----------------------------------------------- | ----------------------------------------------- | ----------------------------------------------- | ----------------------------------------------- | ----------------------------------------------- | ----------------------------------------------- | ----------------------------------------------- | ----------------------------------------------- |
| Màxima rècord °C (°F)                           | 2.6 (36.7)                                      | 1.7 (35.1)                                      | 2.0 (35.6)                                      | 7.8 (46)                                        | 17.6 (63.7)                                     | 22.2 (72)                                       | 28.3 (82.9)                                     | 23.8 (74.8)                                     | 16.5 (61.7)                                     | 9.7 (49.5)                                      | 4.5 (40.1)                                      | 2.5 (36.5)                                      | 28.3 (82.9)                                     |
| Màxima mitjana °C (°F)                          | −10.9 (12.4)                                    | −11.5 (11.3)                                    | −9.1 (15.6)                                     | −6.7 (19.9)                                     | −1.4 (29.5)                                     | 4.9 (40.8)                                      | 10.3 (50.5)                                     | 9.0 (48.2)                                      | 5.5 (41.9)                                      | −0.1 (31.8)                                     | −4.8 (23.4)                                     | −8.1 (17.4)                                     | −1.9 (28.6)                                     |
| Mitjana diària °C (°F)                          | −14.1 (6.6)                                     | −14.7 (5.5)                                     | −12.2 (10)                                      | −9.9 (14.2)                                     | −3.7 (25.3)                                     | 2.5 (36.5)                                      | 7.3 (45.1)                                      | 6.8 (44.2)                                      | 3.7 (38.7)                                      | −1.8 (28.8)                                     | −7.1 (19.2)                                     | −11.1 (12)                                      | −4.5 (23.9)                                     |
| Mínima mitjana °C (°F)                          | −17.3 (0.9)                                     | −17.9 (−0.2)                                    | −15.2 (4.6)                                     | −13.0 (8.6)                                     | −5.8 (21.6)                                     | 0.7 (33.3)                                      | 5.1 (41.2)                                      | 4.9 (40.8)                                      | 2.1 (35.8)                                      | −4.0 (24.8)                                     | −9.9 (14.2)                                     | −14.1 (6.6)                                     | −7.0 (19.4)                                     |
| Mínima rècord °C (°F)                           | −36.0 (−32.8)                                   | −37.4 (−35.3)                                   | −40.0 (−40)                                     | −29.9 (−21.8)                                   | −25.9 (−14.6)                                   | −9.6 (14.7)                                     | −2.8 (27)                                       | −1.7 (28.9)                                     | −9.9 (14.2)                                     | −21.1 (−6)                                      | −29.1 (−20.4)                                   | −36.2 (−33.2)                                   | −40.0 (−40)                                     |
| Precipitació mitjana mm (polzades)              | 30 (1.18)                                       | 26 (1.02)                                       | 24 (0.94)                                       | 20 (0.79)                                       | 15 (0.59)                                       | 23 (0.91)                                       | 36 (1.42)                                       | 31 (1.22)                                       | 39 (1.54)                                       | 35 (1.38)                                       | 24 (0.94)                                       | 33 (1.3)                                        | 336 (13.23)                                     |
| Mitjana de dies de pluja                        | 1                                               | 1                                               | 1                                               | 1                                               | 3                                               | 10                                              | 15                                              | 17                                              | 19                                              | 9                                               | 3                                               | 2                                               | 82                                              |
| Mitjana de dies de neu                          | 18                                              | 18                                              | 19                                              | 17                                              | 17                                              | 10                                              | 1                                               | 1                                               | 6                                               | 17                                              | 19                                              | 20                                              | 163                                             |
| Humitat relativa mitjana (%)                    | 78                                              | 77                                              | 77                                              | 76                                              | 78                                              | 81                                              | 83                                              | 83                                              | 85                                              | 82                                              | 79                                              | 78                                              | 80                                              |
| Mitjana mensual d'hores de sol                  | 0                                               | 25                                              | 107                                             | 215                                             | 189                                             | 173                                             | 229                                             | 143                                             | 73                                              | 40                                              | 3                                               | 0                                               | 1.197                                           |
| Font #1: Pogoda.ru.net                          |                                                 |                                                 |                                                 |                                                 |                                                 |                                                 |                                                 |                                                 |                                                 |                                                 |                                                 |                                                 |                                                 |
| Font #2: NOAA (sun 1961–1990)                   |                                                 |                                                 |                                                 |                                                 |                                                 |                                                 |                                                 |                                                 |                                                 |                                                 |                                                 |                                                 |                                                 |

## Economia i recerca
Sense comptar el centre administratiu del districte, Belúixia Gubà, les illes tenen poc més de 100 habitants, que pertanyen a l'ètnia dels samoiedes. La pesca i la caça d'animals de pells apreciades (guineu polar, llop polar i os polar) tenen un paper important en l'economia de l'arxipèlag. A més, hi ha un parell de mines d'on s'extreu carbó i coure.
Se sap que l'URSS hi havia instal·lat una planta de prova de míssils nuclears a la fi de la Segona Guerra Mundial. Allí és on es va provar la bomba termonuclear més potent que s'hagi fabricat, la bomba del tsar.
A més, hi ha diverses estacions de recerca a les illes, que es dediquen a estudiar fenòmens meteorològics i geofísics, sobretot els relacionats amb els corrents del vent i els marins, el camp magnètic terrestre i les aurores boreals.

## Història
El poble ruteni coneixia Nova Terra des del segle xi, quan els caçadors de Nóvgorod van visitar la zona. Pels europeus occidentals, la recerca del Pas del Nord-est durant el segle xvi va conduir a la seva exploració. La primera visita per part d'un occidental la va fer Hugh Willoughby el 1553. L'explorador holandès Willem Barentsz va arribar la costa oest de Nova Terra el 1594 i, en una expedició posterior de 1596, va creuar el cap nord i va hivernar a la costa nord-est. Fiódor Litke, en una expedició protagonitzada entre el 1821 i 1824 va cartografiar la costa occidental. Henry Hudson va ser un altre explorador que va passar per Nova Terra mentre buscava el pas del nord-est.
Piotr Pàkhtusov i Avgust Tsivolko van explorar sistemàticament les illes durant els primers anys de la dècada del 1830. El primer assentament permanent es va establir el 1870 a Màlie Karmakuli, que va ser-ne la capital fins al 1924. Posteriorment la capital passà a Belúixia Gubà, el 1935 a Laguernoie, però després va tornar a Belúixia Gubà.
Un petit nombre de nenets van ser reubicats a Nova Terra durant la dècada del 1870 en un intent de Rússia d'evitar la presència de noruecs. Aquesta població, que aleshores comptava amb 298 persones, va ser traslladada al continent el 1957, abans de començar les proves nuclears.
El 1943, durant la Segona Guerra Mundial, les illes van servir breument com a base secreta d'hidroavions per a la Kriegsmarine per proporcionar vigilància a l'Alemanya nazi de la navegació aliada en ruta cap a Sibèria. La base d’hidroavions va ser creada per l'U-255 i l'U-711, que operaven per tota la costa septentrional de la Rússia soviètica com a part de la 13a flota de submarins. Es van fer sortides d’hidroavions a l’agost i setembre de 1943.
El juliol del 1954 va ser escollida com a zona de proves nuclears i durant l'octubre del mateix any es van començar a construir les instal·lacions, que van estar en funcionament durant bona part de la Guerra Freda. Es van fer proves en tres zones: la «Zona A», Chiórnaia Gubà, es va utilitzar entre 1955 i 1962 i de 1972 a1975; la «Zona B», Matotxkin Xar, es va utilitzar per a proves subterrànies de 1964 a 1990; i la «Zona C», Sukhoi Nos, va ser utilitzada de 1958 a 1961 i va ser on es va fer detonar la bomba Tsar el 1961, l'arma nuclear més poderosa mai detonada. Durant tots aquests anys, Nova Terra va acollir 224 proves nuclears, amb una energia explosiva total equivalent a 265 megatones de TNT.
Entre 1988 i 1989 la glàsnost va ajudar a fer públics les activitats nuclears a la zona i el 1990 activistes de Greenpeace hi van organitzar una protesta. La darrera de les proves nuclears va tenir lloc el 1990.
L'octubre de 2012 Rússia va informar que reprendria les proves nuclears subcrítiques a la «Zona B». Durant la primavera de 2013 va començar la construcció del que seria un nou túnel i quatre edificis prop de l'assentament de Séverni, a 3 km oest-nord-oest fins al mont Lazarev.